# Зодіак-Еко
Зодіак-Еко — українське видавництво. Спеціалізувалося на виданні підручників, посібників, зошитів та іншої навчальної і методичної літератури для середніх загально-освітніх закладів.

## Історія
Створено у 1991 року як товариство з обмеженою відповідальністю у Києві Ю. Б. Кузнецовим. З 1996 директор – О. Кузнецов.

### Визнання
З 2003 року МОН спільно з НАПНУ реалізовувало проект «Підручники нового покоління», понад 20 найменувань підручників видавництва були відзначені у 2004–10 роках на Всеукраїнському конкурсі підручників. Серед кращих видань – «Історія Стародавнього світу» для 6-го кл. О. та Б. Шалагінових (2003), «Рідна мова» від 5-го до 10-го кл. О. Глазової та Ю. Кузнецова (2005–10), «Математика» для 5-го кл. (2005) й «Алгебра» для 7–8-х кл. Г. та В. Бевзів (2007–08),  «Загальна географія» для 6-го кл. (2006) і «Географія материків та океанів» для 7-го кл. В. Бойко та C. Міхелі (2007), «Геометрія» для 7–10-х кл. М. Бурди і Н. Тарасенкової (2007–10).
Деякі видання були офіційно рекомендовані МОН для використання в ЗНЗ.